# Maximilian Uhlig
Maximilian Uhlig (* 28. Jänner 1993 in Wien) ist ein ehemaliger österreichischer Fußballspieler und nunmehriger -trainer.

## Karriere

### Als Spieler
Uhlig begann seine Karriere beim ASV 13. Im April 2005 wechselte er zum SC Perchtoldsdorf, bei dem er ab der Saison 2009/10 dann auch in der Kampfmannschaft spielte. Zur Saison 2011/12 schloss er sich dem Fünftligisten FC Purkersdorf an, mit dem er zu Saisonende in die Gebietsliga abstieg. Im Jänner 2013 wechselte er zur 1. SVg Guntramsdorf. Zur Saison 2013/14 legte er seinen Spielerpass zum USV Pressbaum, im Jänner 2014 dann zum SK Breitenfurt, kam für die beiden Teams aber nie zum Einsatz. Zur Saison 2014/15 wechselte er zur DSG SU Dynamo Hösche, bei der er nach der Saison 2016/17 seine Spielerkarriere beendete.

### Als Trainer
Uhlig arbeitete ab der Saison 2013/14 als Jugendtrainer beim FC Admira Wacker Mödling. Ab der Saison 2015/16 trainierte er dann in der Jugend des FK Austria Wien. Zur Saison 2020/21 wurde er Co-Trainer von Cem Sekerlioglu in der U-18-Mannschaft der Akademie der Wiener. Zur Saison 2021/22 übernahm er dann die U-16-Mannschaft der Akademie selbst als Cheftrainer. Zur Saison 2023/24 wurde er zum Trainer der Regionalligamannschaft der Favoritner befördert.
Im Jänner 2024 wurde Uhlig Trainer des Zweitligisten SV Stripfing. In sieben Spielen in Stripfing holte der Verein aber nur einen Sieg und verlor die restlichen sechs Spiele, woraufhin man sich im April 2024 wieder von Uhlig trennte.
Zur Saison 2024/25 kehrte Uhlig dann wieder zu den Amateuren der Austria zurück. Mit den Young Violets beendete er die Spielzeit als Vizemeister und stieg damit in die 2. Liga auf.